# (Where Do I Begin?) Love Story
"(Where Do I Begin?) Love Story" é uma canção popular lançada em 1970, com música de Francis Lai e letras de Carl Sigman. A canção foi introduzida pela primeira vez como um tema principal no filme Love Story de 1970. As letras foram adicionadas depois que a música tema tornou-se popular.
A canção foi versionada várias vezes. Andy Williams gravou originalmente e fez a versão de maior sucesso atingindo #9 na Billboard Hot 100 e #1 na Hot Adult Contemporary Tracks durante quatro semanas, além de #4 no UK Singles Chart. A canção também foi gravada pelo próprio Lai (EUA #31) com uma orquestra completa, e por Henry Mancini (EUA #13), Vikki Carr, Nino Tempo & April Stevens, Rick Astley, Johnny Mathis, José José, Santo & Johnny, Astrud Gilberto, Ferrante & Teicher, Shirley Bassey, Patricia Kaas, Nana Mouskouri, Paul Mauriat, Donald Braswell II, Nikka Costa, e Richard Clayderman. Williams interpretou a a canção com Miss Piggy em um episódio de The Muppet Show. Há também um cover romeno desta canção, por Aureliano Andreescu, bem como em francês por Mireille Mathieu, bem como em slowaque por Jana Kocianová e um remake coreano por G. Fla.
A cantora brasileira Maysa também lançou uma versão desta canção.